# Front Line Assembly
Front Line Assembly (FLA, gelegentlich auch Frontline Assembly geschrieben) ist ein kanadisches Musikprojekt aus Vancouver.

## Bandgeschichte

### 1986 bis 1988
Der in Wien geborene Bill Leeb verließ 1986 Skinny Puppy, wo er seit 1985 unter dem Pseudonym Wilhelm Schroeder Synthesizer und E-Bass spielte. Zusammen mit Michael Balch (Keyboard, E-Gitarre) gründete er Front Line Assembly. Zu den Haupteinflüssen zählt die Gruppe Bands wie DAF, Portion Control, SPK und Liaisons Dangereuses. Nach den zwei Demokassetten im Jahr 1986 erschien ein Jahr später das Debütalbum The Initial Command. Im gleichen Jahr wurde das Nebenprojekt Delerium gegründet.
1988 erschien das Folgealbum State of Mind. Mit den beiden Mini-Alben Corrosion und Disorder begann die Zusammenarbeit mit Wax Trax! und Third Mind Records. Die beiden EPs wurden im selben Jahr als Kompilation Convergence und 1995 mit Bonustiteln als Corroded Disorder veröffentlicht.

### 1989 bis 1997
1989 erschien das dritte Album Gashed Senses & Crossfire. Nach der Veröffentlichung stieg Balch aus und Rhys Fulber wurde Vollmitglied. Ein Jahr später folgte Caustic Grip, 1992 erschien Tactical Neural Implant. Die Single Mindphaser wurde von MTV als Independent-Video of the Year 1992 ausgezeichnet. Es folgte der Wechsel zu Roadrunner Records und das nächste Album Millennium (1994), auf dem Front Line Assembly erstmals ihren Industrial-Sound um Metal-Gitarren ergänzte, die gesampelt sowie von Devin Townsend und Don Harrison eingespielt wurden. Erneut präsentierte die Band ein Stück als Musikvideo. Diesmal das Titelstück. Auf dem Folgealbum Hard Wired (1995 bei Off Beat und wie die folgenden Alben in den Vereinigten Staaten von Metropolis Records vermarktet) verbanden Bill Leeb und Rhys Fulber die Gitarren von Millennium mit der Atmosphäre von Tactical Neural Implant.
1997 kollaborierte Front Line Assembly mit Die Krupps auf dem Remix-Album Remix Wars, wenig später verließ Fulber die Band und wurde durch Chris Peterson ersetzt.

### Seit 1998

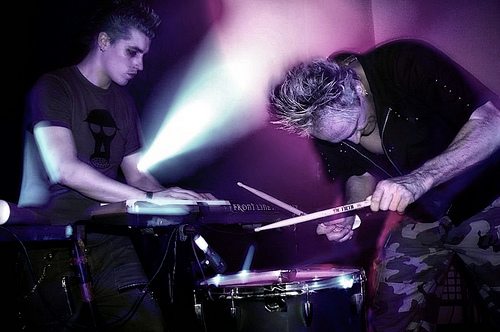
Front Line Assembly

Die neue Besetzung debütierte 1998 mit FLAvour of the Weak. Das Album bot typische Dance-Elemente wie Drum and Bass und Electronica. Es folgten die Alben Implode (1999) und Epitaph (2001). Nachdem Peterson die Gruppe verlassen hatte, kehrte Rhys Fulber zurück und Front Line Assembly veröffentlichte Ende 2003 die Single Maniacal, gefolgt 2004 vom Album Civilization. 2005 kam auch Chris Peterson wieder zurück zur Band und im Juni 2006 erschien das Album Artificial Soldier. Es folgte eine Welt-Tournee und 2007 veröffentlichte Front Line Assembly das Album Fallout, das hauptsächlich aus remixten Stücken von Artificial Soldier sowie drei neuen Titeln bestand.
Das Studioalbum Improvised Electronic Device erschien 2010, allerdings ohne Beteiligung von Fulber, der zu dem Zeitpunkt mit seinem Projekt Fear Factory ausgelastet war. Neben Leeb und Peterson gehören seitdem Jeremy Inkel (Synthesizer) und Jared Slingerland (Gitarre) zur Besetzung der Band.
Seit Ende 2011 arbeiteten FLA am Album AirMech, welches den Soundtrack zum gleichnamigen Computerspiel darstellt und am 14. November 2012 auf Metropolis veröffentlicht wurde. 2013 wurde das Studioalbum Echogenetic über Metropolis veröffentlicht. Am 9. Mai 2014 erschien das Remixalbum Echoes.
Im Jahr 2018 erschien der zweite Soundtrack zur AirMech-Reihe, das Album heißt WarMech. Zuvor ist Jeremy Inkel überraschend verstorben.
Im Jahr 2019 ist das reguläre Album Wake up the coma erschienen mit drei Gastsängern und u. a. einer Coverversion von Rock Me Amadeus von Falco.
Seit 2023 unterstützt Eli van Vegas, Gründungsmitglied von „Zweite Jugend“, live am E-Drumset.

## Diskografie

### Alben
- 1987: The Initial Command
- 1988: State of Mind
- 1989: Gashed Senses & Crossfire
- 1990: Caustic Grip
- 1992: Tactical Neural Implant
- 1994: Millennium
- 1995: Hard Wired
- 1997: FLAvour of the Weak
- 1999: Implode
- 2001: Epitaph
- 2004: Civilization
- 2006: Artificial Soldier
- 2007: Fallout
- 2010: Improvised Electronic Device
- 2012: AirMech
- 2013: Echogenetic
- 2014: Echoes
- 2018: WarMech
- 2019: Wake Up the Coma
- 2021: Mechanical Soul

### Kompilationen und Livealben
- 1988: Convergence
- 1989: Live
- 1995: Corroded Disorder
- 1996: The Remix Wars: Strike 2
- 1996: Live Wired
- 1997: Reclamation
- 1998: Re-Wind
- 1998: The Singles: Four Fit
- 1998: Monument
- 1999: Explosion
- 2012: Plasticity (Kompilation der Singles Plasticity, Prophecy und Fatalist)
- 2025: Mechviruses (Kompilation mit Remixen aus dem Album WarMech)

### Singles und EPs
- 1988: Corrosion
- 1988: Disorder
- 1989: Digital Tension Dementia
- 1989: No Limit
- 1990: Iceolate
- 1990: Provision
- 1991: Virus
- 1992: Mindphaser
- 1992: The Blade
- 1994: Millennium
- 1994: Surface Patterns
- 1995: Circuitry
- 1996: Plasticity
- 1997: Colombian Necktie
- 1998: Comatose
- 1999: Prophecy
- 1999: Fatalist
- 2001: Everything Must Perish
- 2003: Maniacal
- 2004: Vanished
- 2010: Shifting Through the Lens
- 2010: Angriff [Remix]

### Demos
- 1986 The Official Total Terror Part I
- 1986/87 The Official Total Terror Part II
- 1986: Nerve War